# Chronische Nierenerkrankung der Katze
Die chronische Nierenerkrankung der Katze (CNE) – in der älteren Literatur auch chronische Niereninsuffizienz (CNI) oder chronisches Nierenversagen genannt – ist eine unheilbare, fortschreitende Krankheit, die durch eine allmähliche Abnahme der Nephrone und damit zu einer abnehmenden Funktion (Insuffizienz) der Nieren gekennzeichnet ist. Sie ist eine der häufigsten Todesursachen bei älteren Hauskatzen. In der gegenwärtigen Literatur wird der Begriff „Nierenerkrankung“ gegenüber dem Begriff „Niereninsuffizienz“ bevorzugt, weil die Erkrankung zunächst ohne messbares Nachlassen der Nierenfunktion abläuft. Infolge des anderen Ernährungstyps und der daraus resultierenden Stoffwechselbesonderheiten unterscheiden sich Krankheitsbild und Behandlung zum Teil deutlich vom chronischen Nierenversagen des Menschen.

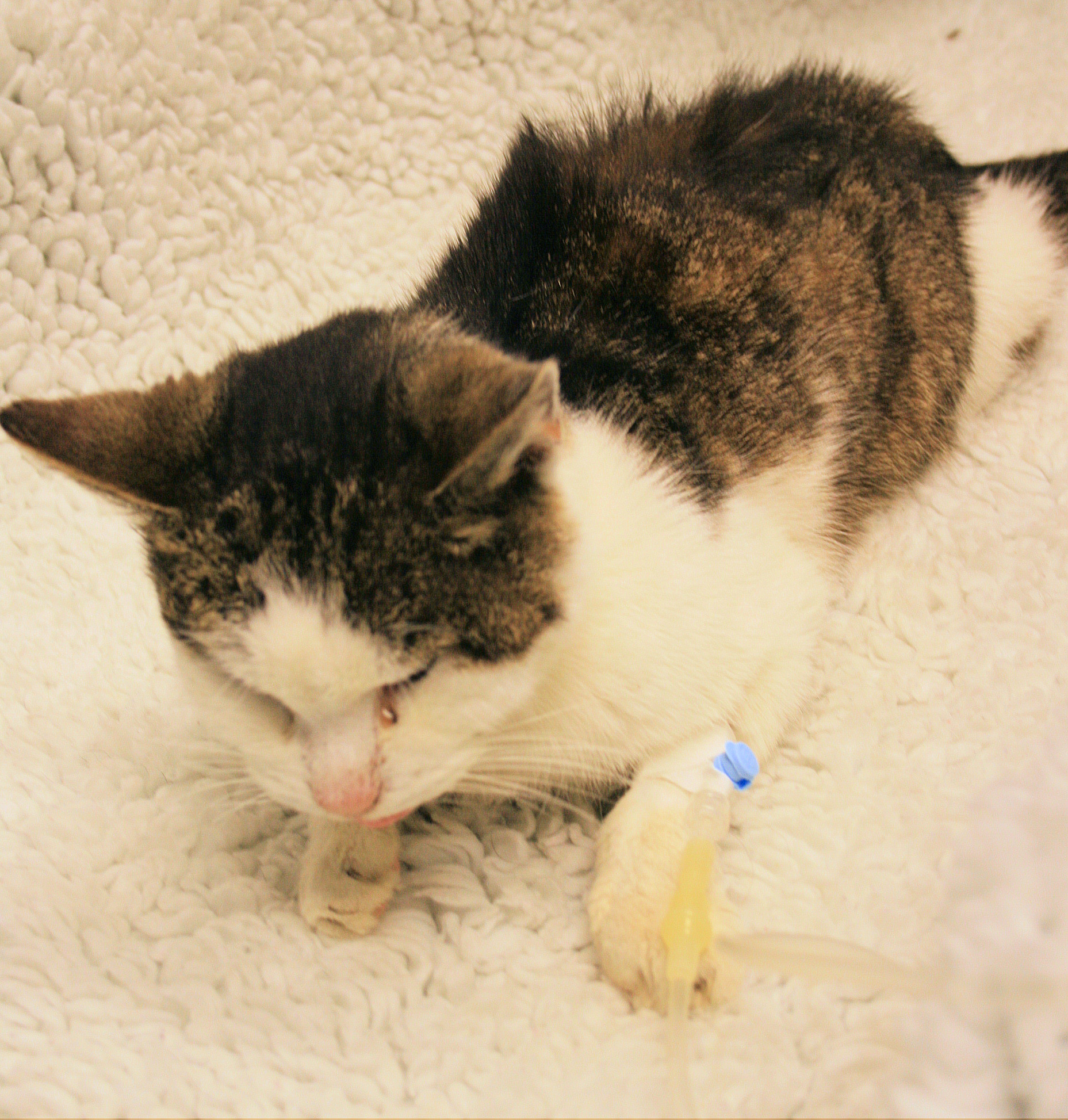
Katze mit chronischer Nierenerkrankung und typischer Symptomatik: Abgeschlagenheit, Abmagerung und stumpfes, struppiges Fell.

Die chronische Nierenerkrankung entsteht bei Katzen infolge einer Entzündung der Nierenkanälchen und des Nierenzwischengewebes ohne erkennbare Ursache (idiopathische tubulointerstitielle Nephritis). Hauptsymptome sind Fressunlust, vermehrtes Trinken, vermehrter Urinabsatz, Abgeschlagenheit, Erbrechen und Gewichtsverlust. Die chronische Nierenerkrankung wird bei Katzen anhand der Kreatinin-Konzentration im Blutplasma in vier Hauptstadien eingeteilt, welche nach dem Protein-Kreatinin-Quotienten im Harn und dem Blutdruck weiter untergliedert werden. Die Behandlung stützt sich vor allem auf die Verminderung des Protein- und Phosphatgehalts der Nahrung auf den Grundbedarf („Nierendiät“). Darüber hinaus werden die zahlreichen aus der Nierenfunktionsstörung resultierenden Folgeerscheinungen wie Störungen des Wasser-, Elektrolyt- und Säure-Basen-Haushaltes, Blutdruckanstieg, Blutarmut und Verdauungsstörungen medikamentös behandelt. Bei einer frühzeitigen Feststellung und Behandlung können das Fortschreiten der Erkrankung verlangsamt, die Lebensqualität verbessert und die Lebenserwartung der Tiere erhöht werden.

## Physiologische Grundlagen
Die Niere ist ein lebensnotwendiges Organ mit vielfältigen Aufgaben. Sie spielt eine wichtige Rolle bei der Aufrechterhaltung des Wasser-, Elektrolyt- und Säure-Basen-Haushalts, bei der Ausscheidung giftiger Stoffwechselabbauprodukte wie beispielsweise Harnstoff sowie bei der Rückgewinnung der im Rahmen der Ultrafiltration in den Nierenkörperchen zunächst aus dem Blut herausgefilterten wertvollen Substanzen wie Traubenzucker, Aminosäuren, Peptide und Mineralstoffe. Zudem werden in der Niere körpereigene und körperfremde Stoffe um- und abgebaut – die Niere ist also neben der Leber ein zentrales Stoffwechselorgan. Schließlich werden in der Niere einige hormonaktive Stoffe wie Renin, Erythropoetin und Calcitriol (aktive Form des Vitamin D3) hergestellt. Dadurch hat das Organ eine wesentliche Bedeutung für die Regulation des Blutdrucks, der Blutneubildung beziehungsweise des Calcium- und Phosphorhaushalts und damit des Knochenstoffwechsels.
Katzen sind als Fleischfresser in besonderem Maße auf die Zufuhr tierischer Proteine angewiesen, weil bei ihnen die Traubenzuckerbildung aus Aminosäuren die wichtigste Energiequelle ist. Die Enzyme des Aminosäureabbaus sind an die hohe Proteinzufuhr angepasst und ihre Aktivität ist weitgehend unabhängig vom Proteinangebot in der Nahrung, so dass Katzen bei mangelnder Proteinzufuhr körpereigene Proteine (vor allem aus der Muskulatur) abbauen (katabole Stoffwechsellage). Fleisch und Innereien enthalten darüber hinaus für die Katze lebensnotwendige Nährstoffe wie beispielsweise Vitamin A, Taurin oder Arachidonsäure. Verglichen mit der normalen Kost eines Menschen nehmen Katzen mit dem handelsüblichen Katzenfutter im Verhältnis rund sechsmal so viel Nahrungsphosphat zu sich. Dadurch ist es schwierig, eine ähnliche Phosphorreduktion in der Katzennahrung zu erreichen, wie sie in der Humanmedizin für menschliche Nierendiäten angestrebt wird.

## Pathophysiologische Grundlagen
Krankheitserscheinungen treten erst in einem fortgeschrittenen Stadium auf, wenn bereits mehr als zwei Drittel der ursprünglichen Nierenfunktion verloren sind. Dies ist den körpereigenen Kompensationsmechanismen und der Reservekapazität der Niere geschuldet, die die reduzierte Nierenfunktion lange ausgleichen und die Ausscheidung harnpflichtiger Substanzen dabei aufrechterhalten können. Mit dem Verlust funktionierender Nephrone – der funktionellen Baueinheit der Niere – nimmt die Filterleistung der Nierenkörperchen (glomeruläre Filtrationsrate) ab und damit die Ausscheidungskapazität für harnpflichtige Stoffe. Ein akuter Schaden der Nierenkanälchen kann bei erhaltener Basalmembran wieder regenerieren. Wenn jedoch ein Abschnitt des Nephrons irreversibel geschädigt ist, stirbt das gesamte Nephron ab.
Die erhöhten Harnstoffwerte im Blut (Urämie) führen aus verschiedenen Ursachen zu Übelkeit und Erbrechen. Zum einen reizen sie direkt Chemorezeptoren der Chemorezeptoren-Triggerzone im Gehirn. Zweitens erhöhen sie die Gastrinsekretion und führen so zu einer Steigerung der Magensäurebildung und damit zu einer Übersäuerung des Magens. Schließlich rufen sie eine Gefäßentzündung (urämische Vaskulitis) hervor, die zu weiteren Schäden am Verdauungstrakt führt.
Infolge der Phosphatanreicherung im Blut (Hyperphosphatämie) und der verminderten Bildung von Calcitriol in den verbliebenen Hauptstücken kommt es zu einem Abfall des Calciumblutspiegels (Hypokalzämie), und es wird vermehrt Parathormon aus der Nebenschilddrüse freigesetzt. Eine chronische Nierenerkrankung führt in 84 % der Fälle zu einer Nebenschilddrüsenüberfunktion (sekundärer renaler Hyperparathyreoidismus). Das Parathormon bewirkt unter anderem eine Freisetzung von Calcium und Phosphat aus den Knochen, die letztlich zu nierenbedingten Knochenstörungen und zur Verkalkung von Nieren, Haut, Herz und Gefäßen führt. In den Nieren trägt diese Verkalkung zur weiteren Zerstörung des Nierengewebes bei. Die verminderte Ansprechbarkeit der Nebenschilddrüsenzellen auf Calcium stört die negative Rückkopplung der Parathormonsekretion, so dass trotz der Erhöhung des Calciumspiegels weiterhin Parathormon ausgeschüttet wird. Da durch die verminderte Filtrationsrate weniger Phosphat in die Nierenkanälchen gelangt, hat die Hemmwirkung des Parathormons auf die Wiederaufnahme im Hauptstück nur einen geringen Effekt auf den Blutphosphatspiegel.
Der Verlust von Nephronen und die damit verbundene Abnahme der Zahl der Natrium-Ionenkanäle führt zu einer Abnahme des Konzentrationsgefälles in der Niere. Dieses ist jedoch die treibende Kraft für die Wasserrückgewinnung im Mittelstück und – in Anwesenheit von ADH – auch in den Sammelrohren. Die Folge ist ein Wasserverlust über den Harn und damit eine Austrocknung des Körpers, die durch den Flüssigkeitsverlust beim Erbrechen noch verstärkt wird.
Eine Konsequenz der verminderten Fähigkeit der Nieren zur Ausscheidung von Wasserstoff-Ionen, Phosphat und Sulfat sowie des übermäßigen Verlusts an Bikarbonat ist die stoffwechselbedingte Übersäuerung des Blutes (metabolische Azidose). Eine metabolische Azidose tritt bei 80 % der chronisch nierenkranken Katzen auf.
Mit zunehmender Nierenschädigung wird auch die Autoregulation der Nierendurchblutung beeinträchtigt, die normalerweise dafür sorgt, dass der Blutdurchfluss und damit die Filterleistung bis zu einer Schwelle von 60 mm Hg unabhängig vom allgemeinen Blutdruck sind. Dadurch ist bei niedrigem Blutdruck die Nierenleistung vermindert und beim häufig mit chronischen Nierenerkrankungen einhergehenden Bluthochdruck kommt es aufgrund der Drucküberlastung der Nierenkörperchen zu weiteren Schädigungen. Zur Blutdruckerhöhung kommt es infolge der Verhärtung der Blutgefäße im Bereich der Nierenkörperchen, der verminderten Bildung gefäßerweiternder Prostaglandine sowie der Aktivierung des Renin-Angiotensin-Aldosteron-Systems.

## Vorkommen und Ursachen

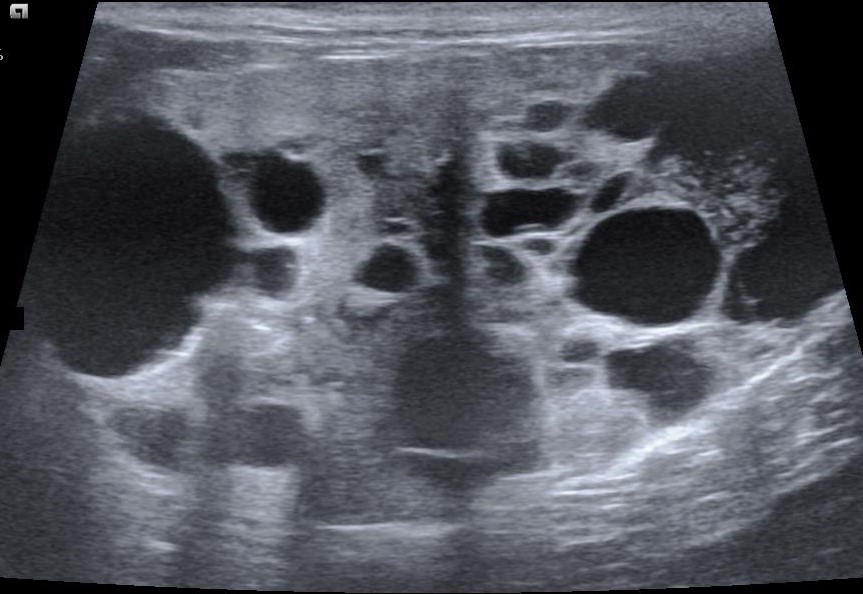
Zystenniere im Ultraschallbild

Die chronische Nierenerkrankung ist eine der häufigsten Todesursachen bei älteren Hauskatzen. Bei vielen Tieren bleibt die Erkrankung jedoch zunächst unerkannt, da im frühen Stadium der chronischen Nierenerkrankung aufgrund der Reservekapazität der Niere klinische Erscheinungen oft fehlen und ausreichend empfindliche diagnostische Tests nicht für den Routineeinsatz verfügbar sind. Die Angaben zur Häufigkeit der Erkrankung bei Katzen sind widersprüchlich, sie schwanken zwischen 1,6 und 20 %. Die chronische Nierenerkrankung tritt vermehrt bei älteren Katzen auf: Über 50 % der betroffenen Katzen sind sieben Jahre alt oder älter und 30 % aller über 9 Jahre alten Katzen zeigen erhöhte Blutwerte an Stickstoffverbindungen (Azotämie). Die Erkrankung kann aber bereits in einem Alter von 9 Monaten vorkommen. Eine Rasseprädisposition ist für Maine Coon, Abessinier, Siam, Russisch Blau und Burmesen nachgewiesen.
Da die Nieren eine hohe Reservekapazität haben und klinische Erscheinungen erst auftreten, wenn zwei Drittel der ursprünglichen Nierenfunktion verloren sind, müssen die auslösenden Faktoren beide Nieren schädigen.
Die chronische Nierenerkrankung der Katze ist eine idiopathische tubulointerstitielle Nephritis, also eine Entzündung der Nierenkanälchen und des Nierenzwischengewebes ohne erkennbare Ursache. Neben der Schädigung, welche diese Primärerkrankung auf das Nierengewebe direkt ausübt, kommt es infolge aktivierter körpereigener Reparaturmechanismen wie der Bindegewebszubildung zu einem weiteren, sich teilweise selbst unterhaltenden Untergang funktionellen Nierengewebes. Die verminderte Fähigkeit der Niere zur Ausscheidung von Natrium und Wasser bewirkt ein Zurückhalten dieser Substanzen und damit eine Erhöhung des Blutvolumens, was letztlich einen Anstieg des Blutdrucks zur Folge hat. Etwa zwei Drittel aller Katzen mit CNE sind davon betroffen. Ein Bluthochdruck führt wiederum zu verstärkter Bindegewebszubildung. Auch ein durch andere Nierenschäden sekundär entstehender Kaliummangel oder Calciumüberschuss verursacht eine weitere Schädigung des Nierengewebes.
| Ursache                                            | Bemerkungen |
| -------------------------------------------------- | --- |
| Schädigung der Nierenkörperchen                    | |
| chronische Glomerulonephritis                      | Entzündung der Nierenkörperchen |
| Glomerulosklerose                                  | „Verhärtung“ der Nierenkörperchen durch Bindegewebszubildung |
| Schädigung der Nierenkanälchen                     | |
| idiopathische tubulointerstitielle Nephritis (CNE) | Entzündung der Nierenkanälchen und des Zwischengewebes der Niere                                                                                                |
| chronische Pyelonephritis                          | Nierenbeckenentzündung mit Beteiligung des Nierengewebes |
| Nephrokalzinose                                    | Nierenschädigung infolge Calciumüberschuss im Blut |
| Hypokaliämische Nephropathie                       | Nierenschädigung infolge Kaliummangel im Blut |
| Granulomatöse Nephritis                            | knotige Nierenentzündung, bei Katzen vor allem infolge einer felinen infektiösen Peritonitis (FIP)                                                              |
| Nierentumoren                                      | vor allem maligne Lymphome, andere Tumoren wie Nierenkrebs, Übergangszellkarzinome, Nephroblastome und Hämangiosarkome treten im Regelfall nicht beidseitig auf |
| Nierenamyloidose                                   | krankhafte Eiweißablagerung, gehäuft bei Abessinier- und Schwarzfußkatzen                                                                                       |
| Polyzystische Nierenerkrankung                     | erblich bedingte Zystenbildung bei Perserkatzen |
| Lilienvergiftung                                   | Aufnahme von Lilien oder Taglilien |
| Schädigung der Harnwege                            | |
| Nierensteine                                       | Ablagerungen von Konkrementen in den ableitenden Harnwegen |
| Hydronephrose                                      | „Wassersackniere“ infolge Harnrückstaus |
| perirenale Umfangsvermehrungen                     | nur wenn beidseitig: Zysten, Blutergüsse, Pseudozysten und andere raumfordernde Prozesse in der Umgebung der Niere                                              |
| Nierenwurmbefall                                   | Infektion mit dem Nierenwurm, selten und nur in Südeuropa, Asien und Nordamerika                                                                                |
| Schädigung infolge von Gefäßerkrankungen           | |
| Arterielle Hypertonie                              | allgemeiner Bluthochdruck |
| Glomeruläre Hypertension                           | Bluthochdruck im Bereich der Nierenkörperchen |
| Disseminierte intravasale Koagulopathie            | Blutgerinnung innerhalb der Blutgefäße |

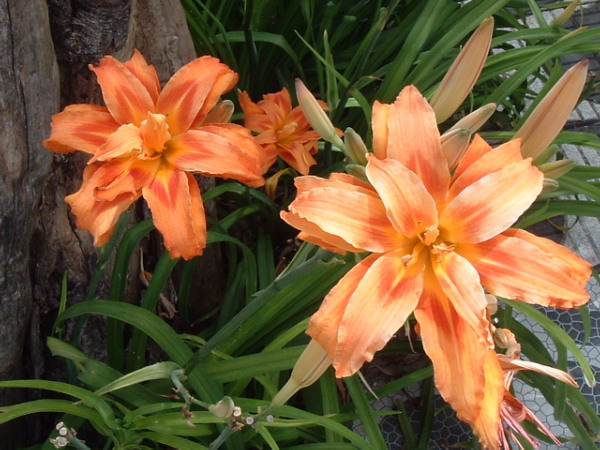
Die Gelbrote Taglilie – eine beliebte Zierpflanze mit hoher Nierentoxizität bei Katzen

Auch andere Erkrankungen können Auslöser von Nierenfunktionsstörungen sein, beispielsweise Infektionen, Autoimmunerkrankungen, Vergiftungen oder Tumoren. Praktisch jede Infektion oder auch ein „Lupus erythematodes“ kann zu einer Ablagerung von Antigen-Antikörper-Komplexen in der Basalmembran der Nierenkörperchen und damit zu deren Schädigung führen. Eine starke nierenschädigende Giftwirkung (Nierentoxizität) besitzen bei Katzen unter anderem viele Lilienarten (Lilienvergiftung), Ethylenglycol, Melamin, Cyanursäure und einige Schwermetalle (Cadmium, Blei, Quecksilber). Aber auch viele Arzneistoffe wie Amphotericin B, Cholecalciferol, Doxorubicin, Polymyxine, Aminoglykoside und zahlreiche nichtsteroidale Entzündungshemmer (→ Analgetikanephropathie) können eine Nierenschädigung auslösen.

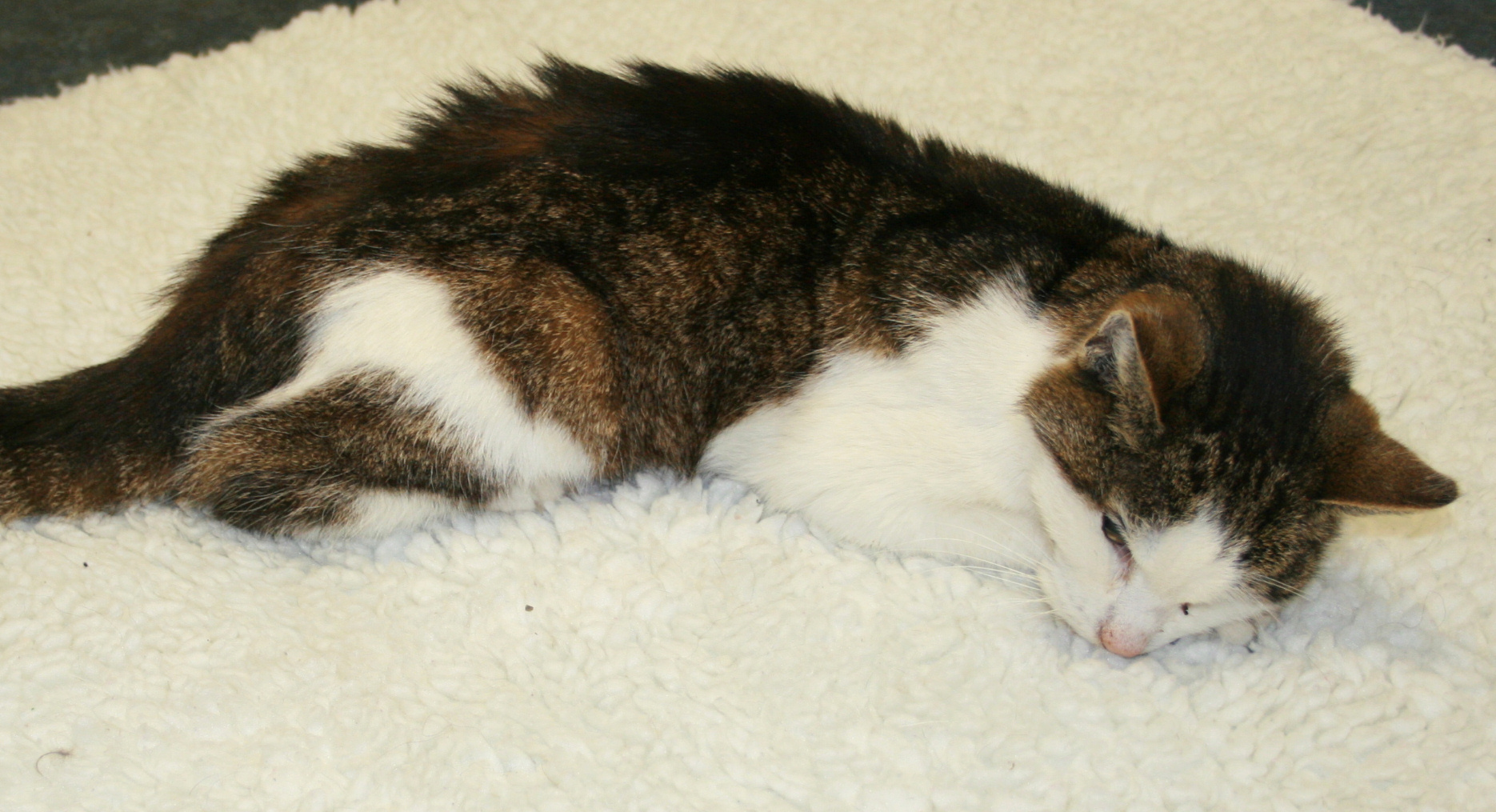
Teilnahmslose Katze mit schlechtem Allgemeinbefinden – typisch für eine chronische Nierenerkrankung

## Symptome
Hauptsymptome der chronischen Nierenerkrankung bei Katzen sind Fressunlust (Anorexie), vermehrtes Trinken (Polydipsie), vermehrter Urinabsatz (Polyurie), Abgeschlagenheit (Apathie), Erbrechen und Gewichtsverlust. Darüber hinaus können infolge der Urämie Durchfall, eine Entzündung der Maulschleimhaut (Stomatitis) mit Bildung von Geschwüren (Ulcera), vermehrtem Speichelfluss (Hypersalivation) und Mundgeruch auftreten. Ein erhöhter Blutdruck (Arterielle Hypertonie) mit Schädigung des Auges (Fundus hypertonicus, hypertensive Retinopathie), Blutarmut (Anämie), Juckreiz, Austrocknung (Dehydratation), Weichteilverkalkungen, Blutungen und Wasseransammlungen in den Geweben (Ödeme) sind ebenfalls häufigere Begleiterscheinungen. Bei hochgradiger Urämie kann es auch zu neurologischen Erscheinungen wie Teilnahmslosigkeit, Krampfanfällen, Delirium, Koma, abnormalen Bewegungen und Muskelerkrankungen (Myopathien) kommen.

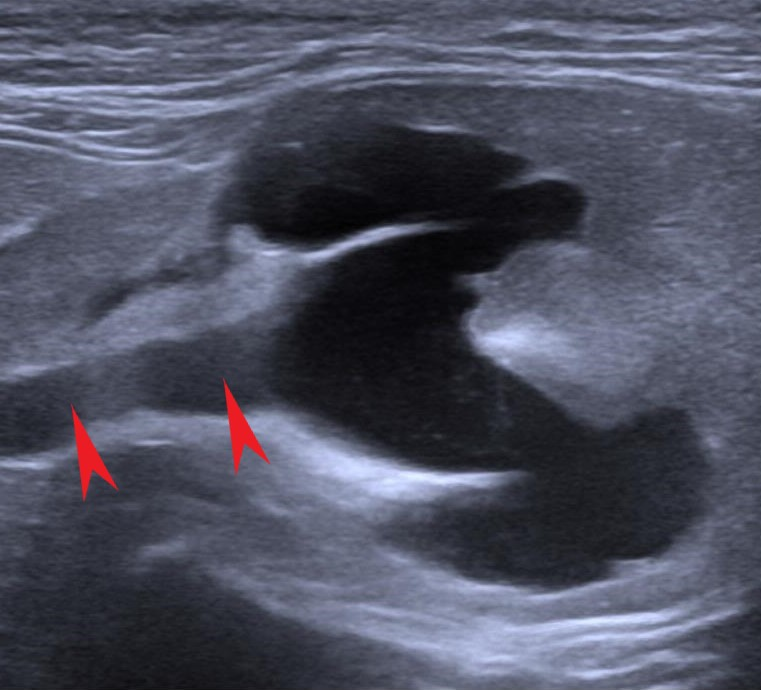
Hydronephrose bei einer Katze im Ultraschallbild. Die Pfeile zeigen auf den erweiterten Harnleiter.

Typischerweise treten die Symptome – im Gegensatz zum akuten Nierenversagen – schleichend über Wochen, Monate oder gar Jahre auf, und der Allgemeinzustand ist schlecht. Zudem ist das akute Nierenversagen zunächst durch eine verminderte Harnproduktion gekennzeichnet. Allerdings wird eine bestehende gering- oder mittelgradige chronische Nierenerkrankung häufig durch ein akutes Geschehen schlagartig verschlechtert („Exazerbation“) und damit für den Katzenbesitzer auffällig. Dies kann zum Beispiel der Fall sein, wenn eine Niere durch einen Harnrückstau bereits in eine funktionslose Schrumpfniere übergegangen ist und plötzlich die zweite akut durch einen Harnstau anschwillt (Hydronephrose) und geschädigt wird („Große-Niere-kleine-Niere-Syndrom“) oder wenn eine Schilddrüsenüberfunktion behandelt und damit die glomeruläre Filtrationsrate plötzlich gesenkt wird.
Durch eine Tastuntersuchung können die Nieren auf Schmerzhaftigkeit, Festigkeit (Konsistenz), Vergrößerung oder Verkleinerung sowie auf Veränderung der Oberflächenstruktur geprüft werden. Die gesunde Niere ist etwa 4 cm lang, 3 cm breit und 2–3,5 cm dick. Bei der häufigsten Form – CNE infolge einer tubulointerstitiellen Nephritis – sind die Nieren meist verkleinert und haben eine unregelmäßige Oberfläche, bei Tumoren oder einer Pyelonephritis können sie vergrößert und schmerzempfindlich sein. Da der Grad des Eiweißverlusts über den Harn in direktem Zusammenhang mit der Blutdruckerhöhung steht, ist eine regelmäßige Blutdruckmessung sinnvoll.

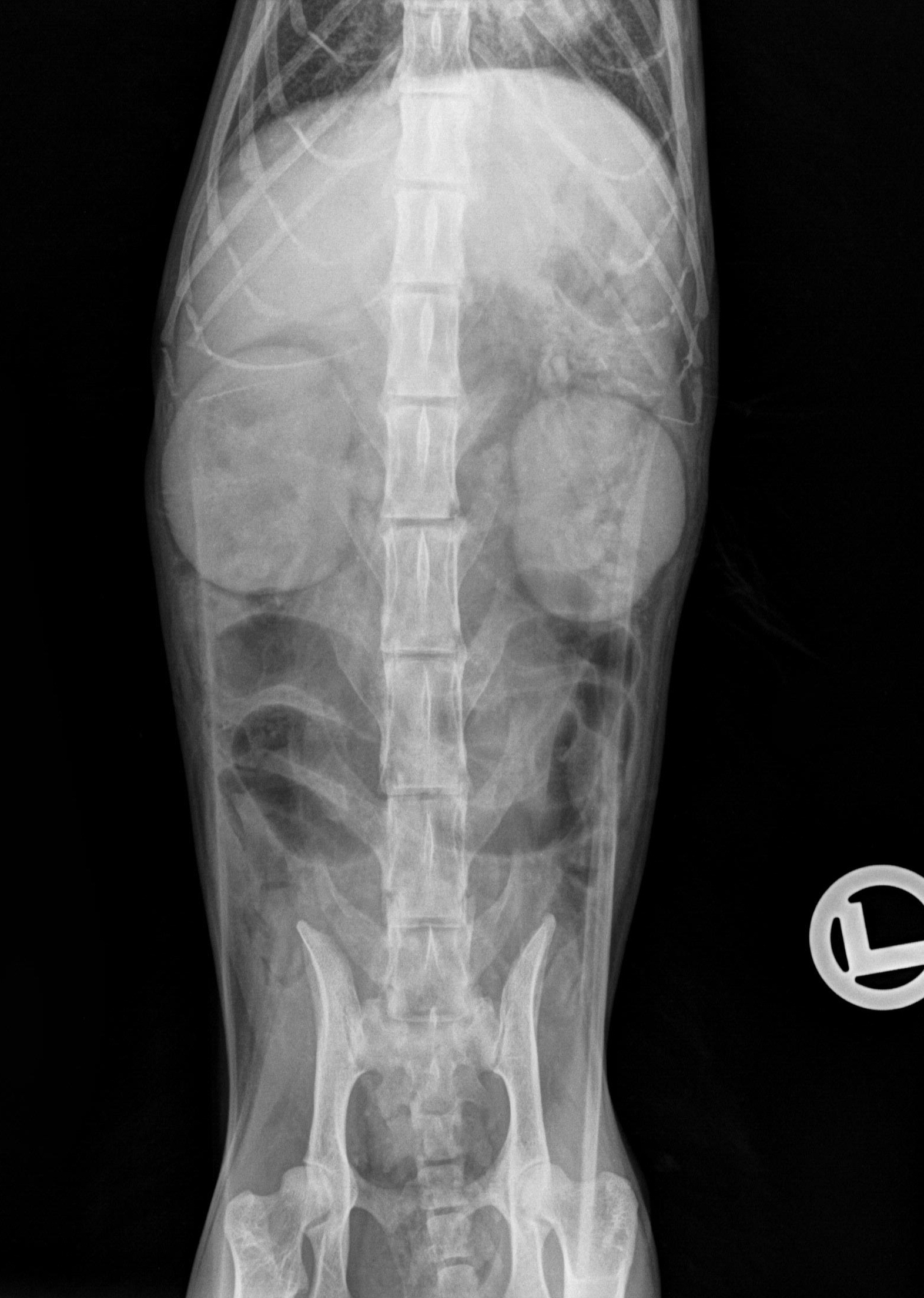
Urographie: Diffuse Anreicherung des Kontrastmittels in den Nieren bei einer Katze mit hochgradiger CNE.

Mit einer Röntgenuntersuchung lassen sich Größen-, Dichte- und Lageveränderungen der Nieren sowie einige Harnsteine (Struvit- und Calciumoxalatsteine sind „röntgendicht“) und Weichteilverkalkungen nachweisen. Bei stark abgemagerten Katzen oder Flüssigkeitsansammlungen im Retroperitonealraum ist die Niere im Röntgenbild jedoch aufgrund der daraus resultierenden Kontrastminderung nur bedingt darstellbar. Eine höhere diagnostische Aussage hat die Ausscheidungsurographie, bei der ein röntgendichtes Kontrastmittel (z. B. Iopamidol, Iohexol) in die Blutbahn gespritzt und dessen Ausscheidung über die Nieren röntgenologisch erfasst wird. Damit lassen sich Durchblutungsstörungen, Funktionsstörungen der Nierenkörperchen und Verlegungen der Abflusswege nachweisen.

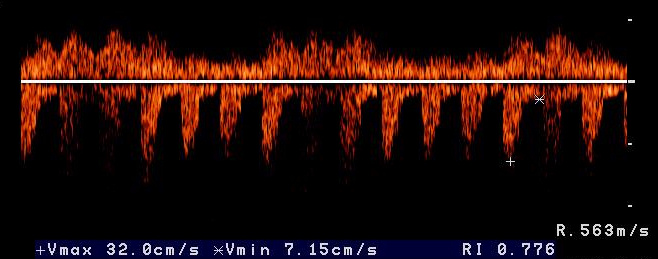
PW-Doppler: Erhöhter Resistance-Index

Die Ultraschalluntersuchung gestattet es, morphologische Veränderungen der Nieren detaillierter darzustellen. Neben Größen- und Formveränderungen lassen sich auch Nierenzysten, örtlich abgegrenzte (fokale) Organschäden, Wassersacknieren und Harnstauungen sowie Tumoren darstellen. Kaum abgegrenzte (diffuse) Organveränderungen gehen zwar mit Änderungen der Echogenität einher, sind aber nur selten definierten Erkrankungen zuzuordnen. Mittels „Pulsed-Wave-Doppler“ lassen sich auch Durchblutungsstörungen nachweisen. Häufig kommt es bei der chronischen Nierenerkrankung auch zu Verkalkungen (Nephrokalzinose), die sich ebenfalls sonografisch nachweisen lässt.
Die Nierenbiopsie findet routinemäßig nicht Anwendung, kann aber bei bestimmten Vorberichten – beispielsweise junge Abessinierkatze mit Symptomen einer Nierenerkrankung zum Nachweis einer Amyloidose – indiziert sein. Die Computer- und die Magnetresonanztomographie haben zwar eine sehr gute Detailerkennbarkeit, spielen aber in der Tiermedizin aufgrund der hohen Kosten und begrenzten Verfügbarkeit nur eine untergeordnete Rolle.

## Labordiagnostische Befunde

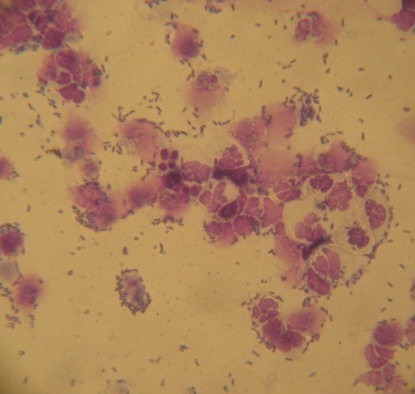
Bakterien im Harnsediment bei einer Katze mit Pyelonephritis.

Die Urinuntersuchung ist bei der chronischen Nierenerkrankung der Katze unverzichtbar. Bereits bei einer Schädigung von zwei Dritteln der Nephrone kommt es zu einer verminderten Fähigkeit zur Harnkonzentration und das spezifische Gewicht sinkt unter 1030 N·m−3. Der Eiweißverlust über die Niere wird durch einen Anstieg des Protein-Kreatinin-Verhältnisses im Harn (UPC) nachgewiesen, da 24-Stunden-Sammelproben bei Katzen nicht praktikabel sind. Das UPC ist ein guter Marker für die Früherkennung einer CNE, da er Nierenfunktionsstörungen bereits vor dem Anstieg des Kreatinins im Blut aufdeckt. Im Urinsediment können auch Ausgüsse der Nierenkanälchen (Zylinder), bei chronischen bakteriellen Nierenbeckenentzündungen auch Bakterien oder Eiter nachgewiesen werden. Der Nachweis geringer Albuminmengen (< 300 mg/l, „Mikroalbuminurie“) ist zwar sehr sensitiv, aber wenig spezifisch für eine chronische Nierenerkrankung.
| Parameter | Referenzbereich           |
| --------- | ------------------------- |
| Kreatinin | < 170 µmol/l (< 2 mg/dl)  |
| SDMA      | < 14 µg/dl                |
| Harnstoff | 5–11 mmol/l (30–65 mg/dl) |
| Phosphat  | 0,8–1,9 mmol/l            |
| Calcium   | 2,3–3,0 mmol/l            |
| Kalium    | 3,0–4,8 mmol/l            |
| Natrium   | 145–158 mmol/l            |

Im Blutserum ist zumeist der Gehalt stickstoffhaltiger Substanzen wie Harnstoff und Kreatinin (Urämie beziehungsweise Azotämie) sowie Phosphat (Hyperphosphatämie) erhöht. Die erhöhte Phosphatkonzentration ist Folge der verminderten glomerulären Filtrationsrate. Unter anderen ist hier der Fibroblasten-Wachstumsfaktor 23 (FGF-23) beteiligt, der bei einer beginnenden Störung sensitiver ist als der Phosphatspiegel. Der Kaliumgehalt ist meist erniedrigt (Hypokaliämie), kann aber auch erhöht sein – beim Natriumgehalt ist es umgekehrt. Liegt die Ursache für die Nierenerkrankung in den Nierenkörperchen, treten auch Albuminmangel (Hypalbuminämie) und Cholesterinüberschuss (Hypercholesterinämie) auf. Die Bestimmung von Cystatin C ist für Katzen nicht evaluiert, dieses Protein kann bei Katzen auch bei einer Schilddrüsenüberfunktion oder bei einer Glukokortikoidgabe erhöht sein und nach der Nahrungsaufnahme für mehrere Stunden stark absinken. Neuere Untersuchungen legen nahe, dass das symmetrische Dimethylarginin (SDMA) ein geeigneter Marker für die Nierenfunktion bei Katzen ist. Die SDMA-Konzentration im Serum zeigt enge Korrelationen zur glomerulären Filtrationsrate und zur Kreatininkonzentration. Sie kann bereits einen 40%igen Funktionsverlust der Niere detektieren, also bevor es zu einem Kreatininanstieg im Blut kommt.
Die sensitivste Methode der Nierenfunktionsdiagnostik ist die direkte Bestimmung der glomerulären Filtrationsrate über die Clearance, die bei der chronischen Nierenerkrankung bereits vermindert ist, bevor es zu einer Azotämie kommt. Für Katzen sind verschiedene Substanzen evaluiert, am praktikabelsten sind Kreatinin und Iohexol. Kreatinin wird zwar langsamer als Iohexol eliminiert, kann aber in vielen Tierarztpraxen fotometrisch auch ohne Einbeziehung eines Speziallabors sofort bestimmt werden.
Im Blutbild zeigt sich bei fortgeschrittener Nierenerkrankung eine Abnahme der Zahl roter Blutkörperchen und damit des Hämatokrits ohne Änderung der Blutfarbstoffbeladung und der Zellgrößen der roten Blutkörperchen sowie ohne Zeichen einer Blutzellneubildung (normochrome, normozytäre, aregenerative Anämie).

## Einteilung
Die chronische Nierenerkrankung der Katze wird von der International Renal Interest Society (IRIS) und davon adaptiert von der Europäischen Gesellschaft für veterinärmedizinische Nephrologie und Urologie derzeit in vier Hauptstadien eingeteilt, wobei die Kreatinin-Konzentration im Blutplasma als Hauptkriterium herangezogen wird. Darüber hinaus werden Unterstadien anhand des Protein-Kreatinin-Quotienten im Harn sowie des Blutdrucks definiert. Die Plasmakreatininkonzentration sollte durch mindestens zwei Messungen im Abstand von ein bis zwei Wochen, der Protein-Kreatinin-Quotient im Urin über zwei oder drei Messungen in einem Zeitraum von zwei bis vier Wochen gesichert werden. Da Kreatinin auch von anderen Faktoren beeinflusst wird, wird bei der Einteilung der IRIS seit 2019 auch der das Symmetrische Dimethylarginin (SDMA) zur Beurteilung herangezogen. Zu beachten ist, dass bei zuckerkranken Katzen SDMA erniedrigt sein kann.
| Stadium | Plasmakreatininkonzentration   | SDMA        | Bemerkungen |
| ------- | ------------------------------ | ----------- | --- |
| I       | < 140 µmol/l (1,6 mg/dl)       | <18 µg/dl   | keine Azotämie, aber andere krankhafte Nierenbefunde                                                                             |
| II      | 140–249 µmol/l (1,6–2,8 mg/dl) | 18–25 µg/dl | geringe Azotämie, klinische Erscheinungen sind in diesem Bereich schwach oder gar nicht ausgeprägt, Restnierenfunktion etwa 33 % |
| III     | 249–442 µmol/l (2,9–5,0 mg/dl) | 26–38 µg/dl | mittelgradige Azotämie, klinische Erscheinungen sind in diesem Stadium ausgeprägt, Restnierenfunktion etwa 25 %                  |
| IV      | > 442 µmol/l (5,0 mg/dl)       | > 38 µg/dl  | hochgradige Azotämie, die in der Regel von starken klinischen Erscheinungen begleitet ist, Restnierenfunktion < 10 %             |

| Unterstadium | Protein-Kreatinin-Quotient im Urin | Bemerkungen                                                                             |
| ------------ | ---------------------------------- | --------------------------------------------------------------------------------------- |
| a            | < 0,2                              | kein Eiweißverlust über den Urin                                                        |
| b            | 0,2–0,4                            | Eiweißverlust über den Urin fraglich, sollte durch erneute Messungen abgesichert werden |
| c            | > 0,4                              | Eiweißverlust über den Urin (Proteinurie)                                               |

| Unterstadium | Blutdruck in mmHg (systolisch: diastolisch) | Bemerkungen                                              |
| ------------ | ------------------------------------------- | -------------------------------------------------------- |
| 1            | < 150: < 95                                 | Blutdruck ohne Risiko für das Auftreten von Organschäden |
| 2            | 150–159: 95–99                              | geringes Risiko für das Auftreten von Organschäden       |
| 3            | 160–179: 100–119                            | mittleres Risiko für das Auftreten von Organschäden      |
| 4            | > 180: > 120                                | hohes Risiko für das Auftreten von Organschäden          |

Im Stadium 1 sind Kreatinin- und SDMA-Werte noch im Normbereich. Es liegen aber andere Störungen der Nierenfunktion vor, wie eine unzureichende Konzentrationsfähigkeit, ein Eiweißverlust über den Urin, morphologische Nierenveränderungen oder ein Anstieg der Werte bei wiederholten Messungen. Häufig weisen Kreatinin- und SDMA-Wert auf ein unterschiedliches Stadium hin. Dies kann in der biologischen Schwankungsbreite, in Begleiterkrankungen, in Einflussfaktoren außerhalb der Niere und in präanalytischen Ursachen begründet sein. In diesem Fall sollte die Stadienzuordnung anhand des höheren Werts erfolgen und die Bestimmung nach zwei bis vier Wochen wiederholt werden.

## Differentialdiagnosen
In der Summe aller Untersuchungsbefunde ist die chronische Nierenerkrankung mit kaum einer anderen Erkrankung verwechselbar. Weitgehende Übereinstimmung besteht lediglich mit der akuten Niereninsuffizienz. Hier ist insbesondere der klinische Verlauf (siehe Symptome) als Abgrenzungskriterium geeignet. Zudem sind bei der akuten Niereninsuffizienz der Blutdruck und die Zahl der roten Blutkörperchen unverändert, die Niere häufig vergrößert und schmerzhaft.
Das für die Stadieneinteilung maßgebliche Hauptmerkmal – die Azotämie – kann eine Reihe anderer Ursachen haben, die „vor der Niere“ (prärenal) oder „hinter der Niere“ (postrenal) lokalisiert sein können. Prärenale Ursachen sind bei Katzen vor allem Blutverluste, Austrocknung, Schock, kongestives Herzversagen, Schilddrüsenüberfunktion, aber auch Fieber oder starke körperliche Anstrengung. Mögliche postrenale Ursachen sind, neben der Verlegung der Harnwege durch Steine oder Tumoren, Zerreißungen der Harnblase, des Harnleiters oder der Harnröhre.

## Behandlung
Die Möglichkeiten der Nierenersatztherapie sind bei Katzen stark eingeschränkt, da Nierentransplantationen oder Hämodialyse in der Tiermedizin aufgrund des hohen apparativen, logistischen und finanziellen Aufwands nur in Ausnahmefällen durchgeführt werden. Ziel ist es daher, eine chronische Nierenerkrankung in einem möglichst frühen Stadium zu erkennen, in dem die Niere noch ausreichend Reservekapazität hat. Gleichzeitig wird versucht, über diätetische Maßnahmen die Menge der harnpflichtigen Stoffe – vor allem Stickstoffverbindungen und Phosphat – in der Nahrung zu reduzieren. Schließlich müssen Stoffwechselentgleisungen und Folgeerscheinungen abgepuffert werden. Ab einem Plasmakreatininspiegel von 7 mg/dl (618,8 µmol/l) ist die medikamentöse Therapie jedoch wenig erfolgversprechend.

### Diätetische Maßnahmen
Ein Problem der diätetischen Therapie mit phosphat- und proteinreduzierten Diäten ist ihre meist geringe Schmackhaftigkeit. Zudem haben nierenkranke Katzen kaum Appetit und die Gewöhnung an ein neues Futter ist aufgrund der negativen Prägung – die Katze verbindet das eigene körperliche Unwohlsein mit dem neuen Futter – zusätzlich erschwert. Durch den Eiweißverlust über den Harn entsteht darüber hinaus eine negative Stickstoffbilanz, die ebenfalls den Appetit reduziert. Schließlich zeigen betroffene Tiere häufig Magen-Darm-Kanal-Probleme. In einer klinischen Studie von Elliott et al. konnten 34 % der Katzen nicht auf die Nierendiät umgestellt werden und bei Plantinga et al. waren es sogar 54 %. Es kann versucht werden, die Akzeptanz des Futters durch Erwärmen oder durch schmackhafte Zusätze wie Thunfischsaft oder Sardinen zu erhöhen. Es wird daher empfohlen, die Futterumstellung erst nach Beseitigung der Urämie zu beginnen und durch allmähliches Zumischen über drei Wochen zu strecken, um eine Futteraversion zu vermeiden. Mit Sorbentien wie Aktivkohle oder mit Probiotika kann versucht werden, die Entstehung urämischer Substanzen im Magen-Darm-Kanal zu vermindern. Eventuell können zur Steigerung des Appetits kurzzeitig Cyproheptadin oder Mirtazapin eingesetzt werden; wenn diese Maßnahmen nicht fruchten, ist eine Zwangsernährung über eine Speiseröhren- oder Magensonde erforderlich. Die Gabe von Ergänzungsfuttermitteln auf der Basis von Chinesischem Rhabarber oder mit Prä- und Probiotika hatte in klinischen Studien keinen erkennbaren Effekt, zum auf Aktivkohle basierenden Absorber für Indol im Dickdarm (Handelsname Porus one) existiert nur eine kleinere Herstellerstudie, die aber keine nierenkranken Katzen beinhaltete.

#### Phosphatreduktion
Ein wesentliches Ziel beim Management der chronischen Nierenerkrankung der Katze besteht darin, die Aufnahme von Nahrungsphosphat frühzeitig im Verlauf der Krankheit zu reduzieren. Als Faustregel kann eine Reduktion des Phosphatgehaltes auf 170 mg/MJ UE (Megajoule Umsetzbare Energie, siehe auch Physiologischer Brennwert), also auf zwei Drittel des Erhaltungsbedarfs, gelten. Handelsübliches Katzenfutter enthält in der Regel das Doppelte des Erhaltungsbedarfs, sollte also nicht mit dem Diätfutter gemischt werden. Sind die Phosphatwerte im Plasma trotz Nierendiät weiterhin erhöht, kann die Aufnahme im Darm durch den Einsatz von Calciumsalzen und Phosphatbindern wie Aluminiumhydroxid, Aluminiumcarbonat oder Lanthancarbonat reduziert werden. Calciumcarbonat kann im Anfangsstadium den Calciummangel ausgleichen, in fortgeschrittenen Stadien aber zu einer Hyperkalzämie führen. Der Einsatz von Phosphatbindern sollte durch Blutkontrollen überwacht und ihre Dosis anhand der Phosphatspiegel angepasst werden.
In mehreren Studien wurde festgestellt, dass eine Reduktion des Phosphates in der Nahrung ausreicht, um das Fortschreiten der Erkrankung zu verlangsamen. Kommt es unter der Phosphatreduktion zu einer weiteren Verschlechterung des Allgemeinzustandes, ist auch ein Phosphatmangel in Erwägung zu ziehen. Dieser äußert sich ähnlich wie die chronische Nierenerkrankung: Struppiges Haarkleid, Appetitlosigkeit, Schwäche, Abgeschlagenheit und Blutarmut. Zur Behandlung der sekundären Nebenschilddrüsenüberfunktion kann auch Calcitriol eingesetzt werden, allerdings nur unter Kontrolle der Parathormon- und Calciumspiegel. Bei Katzen im Anfangsstadium mit normalen Phosphatspiegeln im Blut ist meist ein weniger phosphatreduziertes Futter („Senior“, „Early-Renal“ oder Mischung aus Nieren- und Normalfutter) ausreichend.

#### Eiweißreduktion
Zur Bekämpfung der Urämie kann der Proteinanteil im Futter und damit die dem Körper zugeführte Stickstoffmenge gesenkt werden. Dies ist bei Katzen aber nur bedingt möglich, da ihr Energiehaushalt auf Eiweiß angewiesen ist (siehe oben). Der Proteingehalt sollte auf den Erhaltungsbedarf von 15 g verdauliches Rohprotein je MJ UE eingestellt und nie unter 11 g/MJ UE gesenkt werden, wobei zu beachten ist, dass die auf Futtermitteln deklarierte Proteinmenge mit dem Faktor 0,86 multipliziert werden muss, um das verdauliche Rohprotein zu erhalten. Hochwertiges tierisches Eiweiß reduziert außerdem die Menge der in den Dickdarm gelangenden Stickstoffverbindungen und somit die Menge des durch bakterielle Abbauprozesse durch die Darmflora entstehenden Ammoniaks. Bestehen starke Akzeptanzprobleme oder kommt es zu einem Körpermasse- und Muskelverlust müssen komplizierende Faktoren (metabolische Azidose, Darmblutungen) abgeklärt werden. Der erforderliche Nährstoffbedarf muss auf jeden Fall gewährleistet sein, im Problemfall auch ohne Nierendiät.

### Behandlung der Begleiterscheinungen

#### Austrocknung

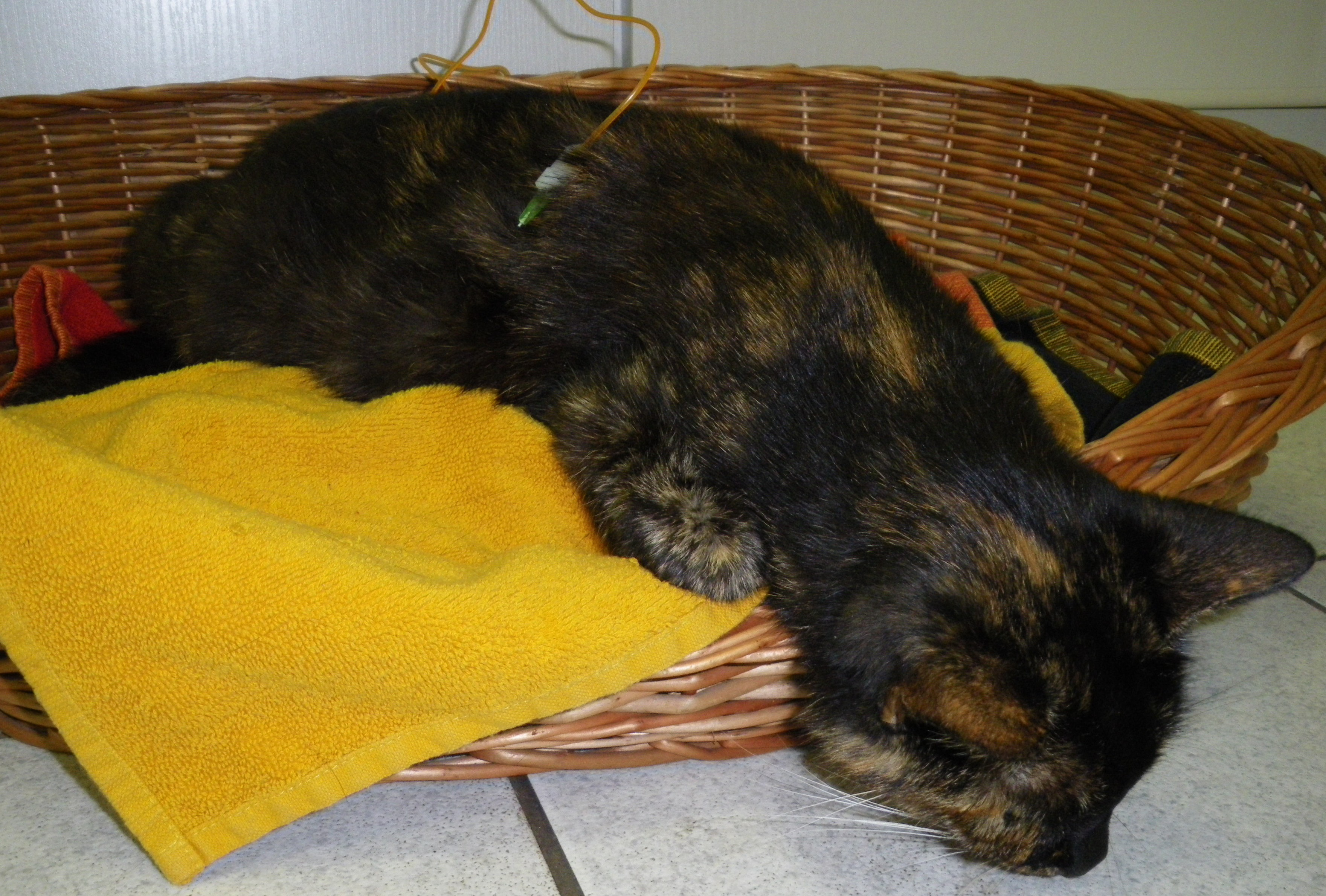
Subkutane Flüssigkeitsgabe bei einer Katze

Zur Bekämpfung der Austrocknung (Dehydratation) sollte ausreichend frisches Trinkwasser bereitgestellt werden. Auch hier kann versucht werden, durch Zusatz von Fleischbrühe oder Thunfischsaft die freiwillige Wasseraufnahme durch die Katze zu erhöhen. Auch die Umstellung auf Feuchtfutter führt häufig zu einer erhöhten Flüssigkeitsaufnahme. Dehydrierte Katzen oder Tiere mit einem Volumenmangel bedürfen einer Flüssigkeitsgabe mit Korrektur der Elektrolyte. Die renale Azotämie lässt sich damit nicht beeinflussen. Die Flüssigkeitsgabe steriler Infusionslösungen unter die Haut durch den Besitzer muss kritisch gesehen werden. Auch diese gelangen letztlich in das Blutgefäßsystem und konventionelle Infusionslösungen führen dauerhaft zwangsläufig zu einem Natriumüberschuss. Daher sollte diese Behandlungsform nur durchgeführt werden, wenn sich Befinden und Hydrationsstatus verbessern und keine Störungen von Blutdruck oder Kaliumspiegel auftreten. Infusionslösungen für Katzen im Stadium IV sollten maximal 40 mmol/l Natrium und etwa 13 mmol/l (max. 30 mmol/l) Kalium erhalten (Halbelektrolytlösung mit Kaliumsubstitution).

#### Metabolische Azidose und Kalium
Der Bikarbonatgehalt sollte idealerweise zwischen 17 und 22 mEq/l liegen. Zur Abpufferung werden Natriumbikarbonat oder Kaliumcitrat verabreicht, wobei letzteres gleichzeitig einen eventuell bestehenden Kaliummangel ausgleicht. Eine kalium- und magnesiumreiche Diät ist empfehlenswert und in den meisten kommerziellen Nierendiäten bereits realisiert. Auch Kaliumgluconat kann zum Ausgleich eines Kaliummangels eingesetzt werden, Kaliumchlorid wird dagegen von Katzen meist schlecht akzeptiert und verursacht häufig Störungen im Magen-Darm-Kanal. Es muss beachtet werden, dass durch die Einschränkung der Nierenausscheidung im Stadium IV, durch ACE-Hemmer oder durch einen Aldosteronmangel infolge Reninmangels auch eine Hyperkaliämie entstehen kann, weshalb die Kaliumwerte regelmäßig kontrolliert werden müssen und unter Umständen auch eine kaliumarme Diät eingesetzt werden muss.

#### Bluthochdruck

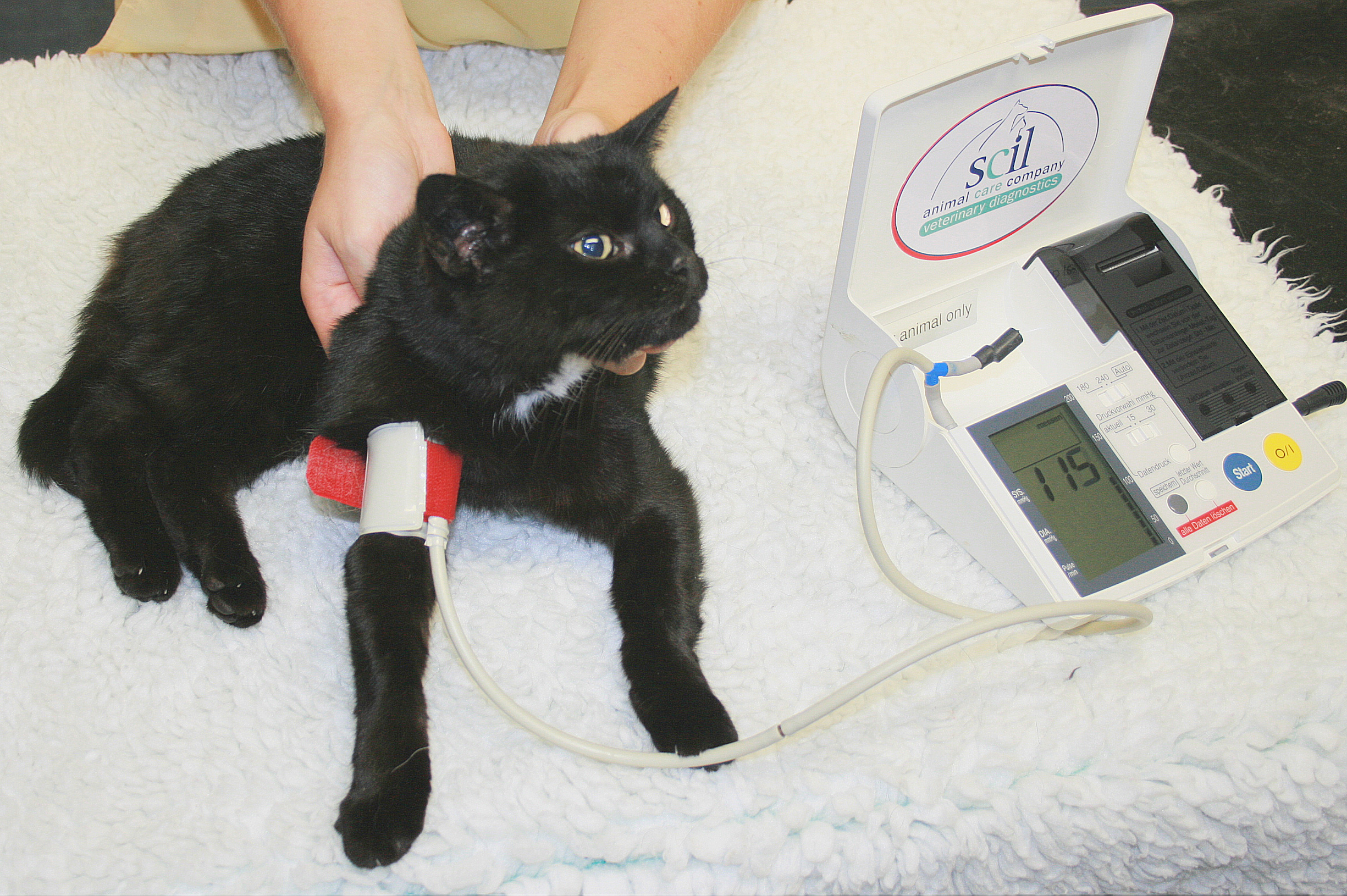
Blutdruckmessung bei einer Katze

Über 60 % der nierenkranken Katzen entwickeln einen Bluthochdruck. Zur Behandlung wird vor allem Amlodipin eingesetzt. Reicht die blutdrucksenkende Wirkung nicht aus, kann zusätzlich der seit 2014 für Katzen zugelassene AT1-Antagonist Telmisartan zur Behandlung des Bluthochdrucks und der Proteinurie eingesetzt werden. Telmisartan kann das Ausmaß der Proteinurie signifikant reduzieren. Der Wirkstoff kann aber nur bei einem Blutdruck unter 200 mg Hg als alleiniger Blutdrucksenker eingesetzt werden. Wichtig ist es, die Wirkung von Telmisartan zu Beginn und bei Dosisänderung nach einer Woche anhand der Bestimmung von Kreatitinin, Blutdruck und Kaliumwert zu überwachen, nach 4 Wochen sollte der Urin-Protein-Kreatinin-Quotient kontrolliert werden. Die Senkung des systolischen Blutdrucks darf nicht unter 120 mm Hg erfolgen, dieser sollte etwa 140 mm Hg betragen. Auch in Phasen mit Volumen- oder Flüssigkeitsmangel, bei akuten Krankheitsschüben oder vor Narkosen sollte Telmisartan abgesetzt werden.
ACE-Hemmer wie Benazepril, Enalapril oder Ramipril  allein führen meist nicht zu einer ausreichenden Blutdrucksenkung, sie können aber bis zum Stadium III das Fortschreiten der Erkrankung verlangsamen. Im Stadium IV gelten ACE-Hemmer als relativ kontraindiziert. Von diesen Wirkstoffen sind in Deutschland derzeit Benazepril und Ramipril für Katzen zugelassen, alle anderen müssen umgewidmet werden. Diätetisch kann mittels einer Reduzierung des Natriumgehalts des Futtermittels die Neigung zum Bluthochdruck reduziert werden.

#### Blutarmut
Zur Bekämpfung einer Blutarmut ist vor allem ein Eisenzusatz zum Futter in Form organischer Eisenverbindungen oder Eisensulfat sinnvoll. Der Eisengehalt im Futter sollte etwas über dem Erhaltungsbedarf von 5 mg/MJ UE liegen. Die parenterale Gabe von Eisen ist jedoch potenter. Sinkt der Hämatokrit (Hkt) dennoch, sind Bluttransfusionen angezeigt. Anabole Steroide zur Erhöhung der Blutneubildung wirken bei Katzen nur langsam, ihr Nutzen ist fraglich. Rekombinantes menschliches Erythropoetin kann ab einem Hämatokrit < 20 % angezeigt sein. Die Behandlung ist allerdings kostspielig und etwa ein Drittel aller Katzen bildet Antikörper gegen diesen Wirkstoff, was eine nicht mehr therapierbare Blutarmut zur Folge hat. Mit Darbepoetin ist das Risiko der Antikörperbildung offenbar deutlich geringer, es hat zudem eine längere Plasmahalbwertszeit und wirkt potenter. Darbepoetin wird eingesetzt, wenn der Hämatokrit dauerhaft unter 20 liegt, Zielbereich ist ein Hkt von 25–35. Dieser wird meist nach zwei bis drei Wochen erreicht, dann kann die Dosis schrittweise reduziert werden.

#### Magen-Darm-Kanal
Sekundärfolgen der Urämie auf den Magen-Darm-Kanal sind bei Katzen vor allem eine Fibrose und Mineralisierung der Magenschleimhaut, jedoch keine Magengeschwüre, so dass die lange zur Therapie empfohlenen Magensäureblocker wie Omeprazol nicht mehr angezeigt sind. Zur Appetitanregung und Verminderung der urämisch bedingten Übelkeit hat sich Mirtazapin bewährt.

### Nierentransplantation
Eine Nierentransplantation ist nur in wenigen spezialisierten Einrichtungen möglich und kostenintensiv. Grundvoraussetzungen sind eine dekompensierte Niereninsuffizienz im Frühstadium, die auf konventionelle Behandlung nicht mehr anspricht, ein vorheriger Gewichtsverlust von maximal 20 %, das Fehlen ernsthafter Begleiterkrankungen sowie negative Tests auf chronische Virusinfektionen wie Katzenleukämie oder das Immundefizienzsyndrom der Katzen. Auch Harnwegsinfekte sollten in der jüngeren Vergangenheit nicht aufgetreten sein.

## Wechselwirkungen mit anderen Behandlungen
Da die Niere ein wichtiges Ausscheidungsorgan auch für zahlreiche Arzneistoffe ist, muss eine chronische Nierenerkrankung bei der Arzneimitteltherapie anderer Krankheiten berücksichtigt werden. So kann die Plasmahalbwertszeit deutlich verlängert sein (beispielsweise bei zahlreichen Antibiotika) und es muss eine entsprechende Verminderung der Dosis vorgenommen werden. Zu den Wirkstoffen, die bei nierenkranken Katzen nur mit Vorsicht verabreicht werden können, gehören Atenolol, Carbimazol, Chlorthiazid, Digoxin und Thiamazol.

## Behandlungsaussicht
Eine Wiederherstellung untergegangener Nephrone ist nicht möglich, so dass alle therapeutischen Maßnahmen lediglich eine Erhöhung der Lebensqualität und der Lebensdauer bewirken. Die Behandlungsaussicht ist stark vom Grad der Azotämie, des Proteinverlusts über den Harn, der Hyperphosphatämie und der Urämie sowie vom Hämatokrit abhängig. Im Stadium 2 sind ein niedriger Hämatokrit und ein hohes Urin-Protein-Kreatinin-Verhältnis, im Stadium 3 eine Hyperphosphatämie prognostisch für ein Fortschreiten der CNE. Ein neuer prognostischer Parameter ist der Fibroblasten-Wachstumsfaktor 23, da er frühzeitig eine Entgleisung des Mineralstoffwechsels anzeigt. Die mittlere Überlebenszeit betrug in einer aktuellen Studie bei Katzen im Stadium IIb 1151, im Stadium III 778 und im Stadium IV lediglich 103 Tage. Der konsequente Einsatz phosphatreduzierter Nierendiäten zeigt bis zum Stadium III recht gute Erfolge. Sprechen die eingeleiteten Maßnahmen nicht an, bleibt bei einer fortgeschrittenen Nierenerkrankung oftmals nur die Einschläferung.